# Европейский дом фотографии
Европейский дом фотографии (фр. Maison européenne de la photographie) ― музей, расположенный в историческом центре Парижа. Он открылся в феврале 1996 года и является крупным центром современного фотографического искусства.

## Местоположение и виды деятельности
Европейский дом фотографии расположен на улице Rue de Fourcy в особняке Henault de Cantobre. Он принадлежит городу Парижу с 1914 года. Городские власти обратились к архитектурной фирме Yves Lion с просьбой провести реставрацию первоначального здания, а также пристроить новое крыло на улице Rue de Fourcy. Фасад с видом на улицу, старинные железные изделия и центральная лестница служат примером классической архитектуры.
Здесь находятся выставочный центр, большая библиотека, зрительный зал и зал для просмотра кино с широким выбором фильмов. Можно также посетить кафе, расположенное под сводами XVIII века, и специализированный книжный магазин. В музее проводятся конференции и выставки. В особняке также находится мастерская по реставрации фотографий. С 1983 года она работает над сохранением фотографического наследия библиотек, архивов и музеев парижского муниципалитета, а также предлагает свои услуги другим французским или иностранным учреждениям.
Коллекция посвящена современному творчеству. В неё входит около двадцати тысяч произведений искусства, в основном фотографии и видео. В библиотеке собрано 24 000 томов о фотографии, книги художников, а также технические или теоретические работы, в том числе редкие издания. Каждый год организуются три или четыре выставочных цикла о художниках, темах и движениях, преимущественно относящихся ко второй половине 20-го и 21-м векам.
С 1996 года музей управляется Жаном-Люком Монтероссо (директором) и Анри Шапье (президентом).

## Избранные выставки

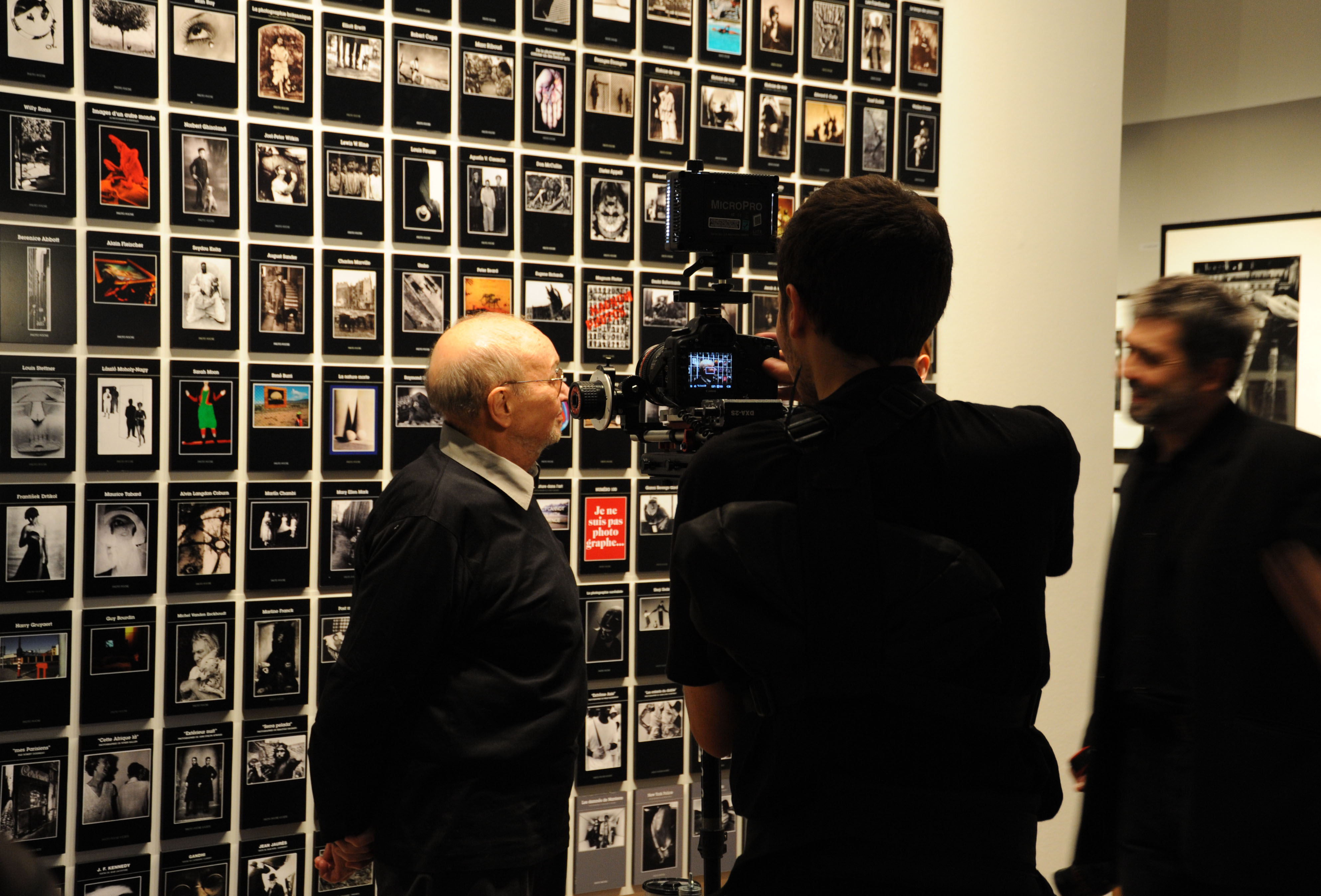
Выставка 2010 года

- 1998 : Shirin Neshat, «Women of Allah»
- 1998 : Robert Frank, «Les Américains»
- 1998 : «Polaroïd 50, art et technologie»
- 1999 : Orlan, «Self-hybridations»
- 1999 : Helmut Newton & Alice Springs, «Us and them»
- 1999 : David Hockney, «Photographies, 1968—1997»
- 2000 : Irving Penn, «A retrospective»
- 2000 : Bettina Rheims & Serge Bramly, «I.N.R.I.»
- 2001 : Don McCullin, «Photographies 1961—2001»
- 2001 : Raymond Depardon, «Détours»
- 2002 : Josef Sudek, «Prague panoramique»
- 2003 : Alain Fleischer, «La vitesse d'évasion»
- 2004 : René Burri, «Photographies»
- 2005 : Martin Parr, «1971-2001»
- 2005 : Andy Warhol, «Red Books»
- 2005 : Dmitri Baltermants, «Rétrospective»
- 2006 : Bernard Faucon, «Rétrospective 1976—1985»
- 2006 : Johan van der Keuken, «Photographie et cinéma»
- 2007 : Larry Clark, «Tulsa, 1963—1971»
- 2007 : Alessandro Bertolotti, «Livres de nus, une anthologie»
- 2008 : Édouard Boubat, «Révélation»
- 2008 : Shōji Ueda, «Une ligne subtile»
- 2008 : Annie Leibovitz, «A Photographer’s Life, 1990—2005»
- 2009 : Claude Lévêque, «Le Crépuscule du Jaguar»
- 2009 : Henri Cartier-Bresson, «A vue d’oeil»
- 2010 : Elliott Erwitt, «Personal Best»
- 2010 : Robert Delpire, «Delpire & Cie».[1]
- 2011 : William Klein, «Rome + Klein»
- 2011 : Jane Evelyn Atwood, «Photographies 1976—2010»
- 2011 : Hervé Guibert, «Photographies»
- 2014 : Barbara Luisi, «Oevres récentes»
- 2019 : Ren Hang (photographer), «Love»